# Rősler Endre

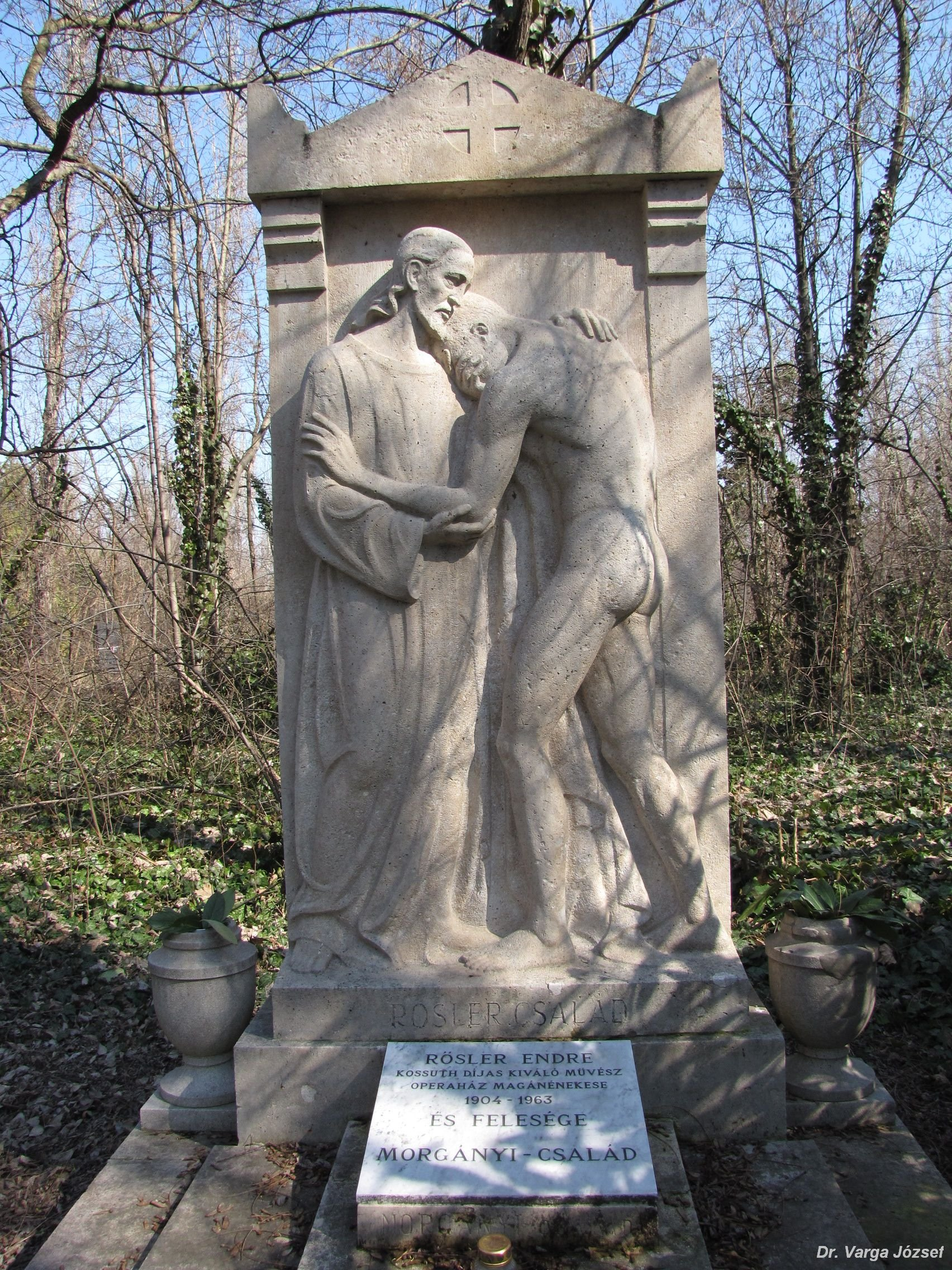
Rősler Endre sírja Budapesten. Kerepesi temető: 47-9-21. Berán Lajos alkotása

Rősler Endre Flórián József  (gyakran tévesen Rösler, külföldön Andreas Rösler; kiejtés: [Rőzler]) (Budapest, 1904. november 27. – Budapest, 1963. december 13.) Kossuth-díjas magyar operaénekes (tenor), érdemes és kiváló művész.

## Életpályája
Rősler Endre Budapest lágymányosi részén született Rősler Nándor bankigazgató és Schvachulay Amália gyermekeként. Bár nemesi–nagypolgári szülei nem voltak muzikálisak, ő és bátyja játszottak hangszeren (Endre hegedült) és énekeltek. Első zenei képzését egy távoli rokontól kapta. Az operához a vele egyidős Nádasdy Kálmánnal való barátsága révén került közel. Az 1922-ben letett érettségi után joghallgató és belügyminisztériumi tisztviselő lett egy évre, közben komolyabb énektanulmányokat kezdett baritonként dr. László Gézánál. Négy év után már tenor hanggal vált meg első mesterétől. A Sándor Erzsi–Bosnyák Zoltán-házaspár ajánlására szerződtette ösztöndíjasnak az Operaház 1926. október 1-jén. További tanulmányok céljából Milánóba utazott Giuseppe De Lucához, ahonnan 1927 márciusában tért vissza bátyja halála miatt.
Operai debütálására 1927. május 18-án került sor Alfred Germont-ként Verdi La Traviatájában. Második évadában már a társulat rendes tagja volt. Rövid időn belül számtalan lírai tenor szerepet énekelt el, de 1931-ben diftéria és szövődményei miatt hónapokra távol maradt a színpadtól. Felépülése után visszatért Milánóba, hogy Edoardo Garbinnál tanuljon. 1932-ben énekel először súlyosabb tenorszerepet: Florestant a Fidelióban.
Az 1930-as években pályája csúcsán volt. Sorra vette át a visszavonuló Székelyhidy Ferenc szerepeit. Első dalestjét 1928-ban adta; 1930-tól a budapesti, majd a nemzetközi hangversenyélet sokat foglalkoztatott oratóriuménekese. A műfaj több mint ötven darabját énekelte három évtized alatt. Bach passióinak Evangélistáitól Szabó Ferenc Feltámadott a tengeréig. Palló Imrével énekelte a szólókat 1936. november 10-én a Cantata Profana magyarországi bemutatóján. A Psalmus Hungaricus Zsoltárénekesét közel hetvenszer szólaltatta meg élete során, többször szcenírozva is. 1934-ben háromszor Arturo Toscanini vezényletével énekelte. Kodálynak kedvenc tenoristája volt a Székely fonó ősbemutatójától, amikor a legényt énekelte.
1935-ben több ízben énekelte a Salzburgi Ünnepi Játékokon a Fidelio Florestanját, ami valamennyire már meghaladta képességeit, de a vezénylő Toscanini maximálisan elégedett volt vele.
Bécsben a ’40-es évekig rendszeresen visszajáró koncerténekes volt. A Psalmus szólistájaként eljutott Athéntól Boroszlóig.
Az 1950-es években lemondott operaházi főszerepeiről (és kiemelt fizetéséről); több kisebb buffó és karaktertenor alakot vett fel repertoárjára. 1953-tól tanított a Zeneakadémián, zsűrizett énekversenyen.
Első felesége Sennyei Vera színésznő, a második Morgányi Jozefin, az Operaház balettkarának tagja volt. Halálát két, néhány napon belül bekövetkező szívinfarktus okozta. Utoljára nyolc nappal a végzetes esemény előtt lépett fel. Berán József által alkotott sírja a Fiumei úti sírkertben található.
Elsősorban Mozart operáiban nyújtott kimagasló alakításokat.
Tárnokon, ahol nyaralója volt, utcát neveztek el róla.

## Szerepei
- Ludwig van Beethoven: Fidelio – Florestan; Első fogoly
- Berté Henrik: Három a kislány – Franz Schubert
- Alekszandr Porfirjevics Borogyin: Igor herceg – Vlagyimir
- Benjamin Britten: Peter Grimes – Bob Boles
- Francesco Cilea: Adriana Lecouvreur – Maurice
- Peter Cornelius: A bagdadi borbély – Nureddin
- Pjotr Iljics Csajkovszkij: Jevgenyij Anyegin – Lenszkij; Triquet
- Manuel de Falla: Rövid élet – Hang a kovácsműhelyből
- Isidore de Lara(wd): A fehér vitorlás – Neroni
- Dohnányi Ernő: A vajda tornya – Tarján
- Erkel Ferenc: Hunyadi László – V. László
- Erkel Ferenc: Bánk bán – Ottó
- Farkas Ferenc: A bűvös szekrény – Asztalosmester
- Friedrich von Flotow: Márta – Lyonel
- Gajári István: A makrancos hölgy – A herceg
- Christoph Willibald Gluck: Iphigénia Auliszban – Akhillesz
- Charles Gounod: Faust – címszerep
- Jacques Fromental Halévy: A zsidónő – Lipót herceg
- Georg Friedrich Händel: Xerxes – címszerep
- Georg Friedrich Händel: Rodelinda – Grinwald
- Paul Hindemith: Oda-vissza – Robert
- Hubay Jenő: Karenina Anna – Levin; Énekes
- Kacsóh Pongrác: János vitéz – A francia király
- Kenessey Jenő: Az arany meg az asszony – Rotarides
- Kodály Zoltán: Háry János – Napoleon; Ebelasztin lovag
- Kodály Zoltán: Székely fonó – A legény; A gazdag legény
- Kodály Zoltán: Czinka Panna balladája – Jávorka kapitány
- Lehár Ferenc: A mosoly országa – Szu-csong
- Liszt Ferenc: Krisztus – Egy ifjú [szcenírozva]
- Leevi Madetoja(wd): Északiak – Antti Hanka
- Gian Francesco Malipiero: A hamis Arlecchino – Arlecchino
- Jules Massenet: Thaïs – Nikias
- Carl Millöcker: A koldusdiák – Bogumil gróf
- Claudio Monteverdi: Orfeusz – Apollo
- Wolfgang Amadeus Mozart: Così fan tutte – Fernando
- Wolfgang Amadeus Mozart: Szöktetés a szerájból – Belmonte
- Wolfgang Amadeus Mozart: Figaro lakodalma – Basilio
- Wolfgang Amadeus Mozart: A varázsfuvola – Tamino
- Wolfgang Amadeus Mozart: Don Juan – Don Ottavio
- Modeszt Petrovics Muszorgszkij: Borisz Godunov – Sujszkij
- Modeszt Petrovics Muszorgszkij: Hovanscsina – Galicin
- Jacques Offenbach: A banditák – Fragoletto
- Jacques Offenbach: Hoffmann meséi – Nathanael
- Poldini Ede: Farsangi lakodalom – Második úrfi
- Polgár Tibor: A kérők – Báró Szélházy Agenor
- Giacomo Puccini: Pillangókisasszony – B. F. Pinkerton
- Giacomo Puccini: A Nyugat lánya – Nick
- Giacomo Puccini: Turandot – Pang; Altoum császár
- Maurice Ravel: Pásztoróra – Torquemada; Gonzalvo
- Rékai Nándor: A nagyidai cigányok – Pityke Laci
- Lodovico Rocca(wd): Ivnòr hegye – Imár
- Gioachino Rossini: A sevillai borbély – Almaviva gróf
- Ruzitska József–Siklós Albert: Béla futása – Csabi
- Franz Schubert: Cselre cselt – Rudi
- Siklós Albert: Hónapok háza – Május
- Johann Strauss d. S.: A denevér – Eisenstein; Alfred
- Johann Strauss d. S.: Pázmán lovag – A király
- Richard Strauss: Arabella – Vendelin gróf
- Richard Strauss: Az egyiptomi Heléna – Da-Ud
- Giuseppe Verdi: La Traviata – Alfred Germont
- Giuseppe Verdi: Otello – Cassio
- Richard Wagner: A bolygó hollandi – Erik
- Richard Wagner: Tannhäuser – Walther
- Richard Wagner: Trisztán és Izolda – Ifjú hajós
- Richard Wagner: A Rajna kincse – Loge; Froh
- Richard Wagner: Parsifal – Első grállovag
- Carl Maria von Weber: A bűvös vadász – Max
- Ermanno Wolf-Ferrari(wd): A négy házsártos – Riccardo
- Zádor Jenő: Azra – Muhamed
- Riccardo Zandonai(wd): Francesca da Rimini – Malatestino

## Díjai, elismerései
- Érdemes művész (1951)
- Szocialista kultúráért (1953)
- Kiváló művész (1954)
- Munka Érdemrend (1954)
- Kossuth-díj, II. fokozat (1955)